# Medusa (motorfiets)
Medusa is een historisch merk van motorfietsen.
De Milanese coureur Vasco Loro bouwde in 1957 een 175 cc tweecilinder die hij Medusa noemde. De motor had twee bovenliggende nokkenassen. Het is niet bekend of de machine ooit in races werd ingezet.